# Silvio Marić
Silvio Marić (Zagreb, 20 de março de 1975) é um antigo jogador de futebol profissional croata, que atuou como ponta-de-lança.

## Carreira
Jogou a maior parte de sua carreira no Dínamo Zagreb, onde iniciou e encerrou a mesma, em 2006, com apenas 31 anos.

## Seleção
Marić fez parte da Seleção Croata que conquistou o terceiro lugar  na Copa de 1998, como reserva, entrando em quatro partidas.
Preterido para a Copa de 2002, abandonou a seleção ainda neste ano.

## Títulos
Seleção Croata
- Copa do Mundo de 1998: 3º Lugar